# Test of English as a Foreign Language
 (décembre 2012).
Le Test of English as a Foreign Language (TOEFL) ou Test d'anglais langue étrangère est un test standardisé payant qui vise à évaluer l'aptitude à utiliser et comprendre la langue anglaise dans un contexte universitaire pour ceux dont ce n'est pas la langue maternelle. Il est comparable à d'autres tests standardisés d'anglais, comme le TOEIC ou l'IELTS et, depuis quelques années par le Diplôme de compétence en langue (DCL), diplôme national français fondé sur les critères du CECRL mis en place par le Conseil de l'Europe (organisme créé en 1948 et indépendant de l'UE) en 2001. 
C’est en 1964 que le TOEFL a été créé par l'ETS (Educational Testing Service), un organisme privé basé à Lawrence Township (comté de Mercer) dans l'État du New Jersey, aux États-Unis. TOEFL est une marque déposée par l'Educational Testing Service (tout comme TOEIC), l’examen est payant et coûte 240 dollars US en 2014.
Ce test est notamment utilisé par des universités américaines, canadiennes anglophones ou anglaises pour l’admission d’étudiants étrangers.
Il est possible de préparer le TOEFL dans de nombreuses écoles de langue à l’étranger, qui proposent un entraînement et des examens blancs dans le cadre d’un séjour linguistique. La qualité de ces entraînements est sujette à caution[non neutre] car chaque candidat s’engage très formellement à ne révéler aucun détail sur le test avant d’accéder à la salle d’examen.

## Tests
Les tests du TOEFL ont été déclinés sous trois formes :
- la version papier (PBT ou Paper-Based TOEFL - de 310 à 677 points),
- la version ordinateur (CBT ou Computer-Based TOEFL) (abandonnée définitivement en septembre 2006),
- la version internet (iBT ou Internet-Based TOEFL - de 0 à 120 points).

La version papier du test est notée sur 677 points, la version Computer Based sur 300 et la version Internet Based sur 120 points.
Le test est fondé sur le principe du questionnaire à choix multiples en temps limité pour la grammaire, l’écoute et la lecture. Les compétences à l’écrit sont quant à elles testées dans une rédaction.
Depuis septembre 2005 pour les États-Unis et octobre 2005 pour l’Allemagne, la France et l’Italie, une nouvelle version du test est disponible sur Internet lors de sessions officielles dans un centre organisateur. C’est le TOEFL iBT (TOEFL internet-Based Test). Cette version se décompose en quatre parties : lecture, écoute, oral, rédaction (en anglais : Reading, Listening, Speaking et Writing). Cette version remplace la version ordinateur.
Dans tous les cas, l’Educational Testing Service fournit des copies officielles du résultat uniquement pendant une durée limitée : deux ans. Après cette période, il faudra repasser, et repayer le test pour que l’organisateur accepte d’en authentifier les résultats.

## Sections du TOEFL IBT
Le nouveau test internet est composé de quatre sections :
- Section I : Compréhension écrite et vocabulaire
- Section II : Compréhension orale
- Section III : Expression orale
- Section IV : Expression écrite

### Compréhension écrite et vocabulaire
- Objectif : Tester le niveau en lecture et les connaissances en vocabulaire du candidat.
- Type de questions : Trois (ou quatre) passages d’une longueur d’environ 750 mots à lire, des questions sur le contenu, les intentions de l’auteur ou les idées sous-entendues dans le passage.
- Durée : 60-80 minutes

### Compréhension orale
- Objectif : Tester les capacités de compréhension du candidat à travers des dialogues et des cours.
- Type de questions :

1- Conversations entre deux personnes ou plus dans un environnement universitaire qui peuvent être de courts dialogues entre étudiants, questions qui sont souvent du type « qui a dit quoi ? ».
2- Enregistrement de cours en amphithéâtre
Contrairement au TOEFL PBT, la prise de notes est autorisée. Les dialogues et les enregistrements de cours durent en moyenne 5 minutes.
- Durée : 60-90 minutes

### Expression orale (TAST,TOEFL Speaking Academic Test)
- Objectif : Tester le niveau oral du candidat. Le candidat doit parler dans un microphone et l’enregistrement ainsi obtenu sera noté.
- Questions 1 et 2: Il s'agit de répondre à une question d'opinion personnelle sur des sujets familiers.
- Questions 3 et 5: Il s'agit d'écouter un dialogue (question 3) ou de lire un texte puis d'écouter un dialogue (question 5) afin de répondre sur les problèmes évoqués.
- Questions 4 et 6: ll s'agit d'écouter un dialogue (question 6) ou de lire un texte puis d'écouter un dialogue (question 4) afin de répondre sur les problèmes évoqués dans un cours académique.
- Durée : 20 minutes

### Rédaction
- Objectif : Tester le niveau écrit du candidat
- Question type 1 (durée 20 min) : Il s'agit de lire un texte et d'écouter un dialogue sur le sujet évoqué dans le texte. Puis il faudra répondre à une question portant sur le texte et le dialogue.
- Question type 2 (durée 30 min) : Il s'agit de développer et présenter ses arguments en réponse à une courte question ouverte qui peut être du type : « Certaines personnes aiment vivre dans de grandes villes, d’autres préfèrent les petites villes à la campagne. Donner votre avis et argumenter »
- Durée : 50 minutes

## Sections du TOEFL PBT et CBT
Le test (papier ou ordinateur) est composé de quatre sections :
- Section I : Compréhension orale
- Section II : Structure et expression écrite
- Section III : Compréhension écrite et vocabulaire
- Section IV : Rédaction

### Compréhension orale
- Objectif : Tester les capacités de compréhension du candidat.
- Type de questions : Conversations entre deux personnes ou plus dans un environnement universitaire qui peuvent être de courts dialogues entre étudiants ou des enregistrements de cours, questions qui sont souvent du type « qui a dit quoi ? ».
- Durée : 45-70 minutes

### Structure et expression écrite
- Objectif : Tester les connaissances en grammaire anglaise du candidat.
- Type de questions : Identifier des mots ou structures erronés dans des phrases, remplir des blancs avec le mot approprié.
- Durée : 15-20 minutes

### Compréhension écrite et vocabulaire
- Objectif : Tester le niveau en lecture et les connaissances en vocabulaire du candidat.
- Type de questions : Trois ou quatre passages d’une longueur d’environ 300 mots à lire, des questions sur le contenu, les intentions de l’auteur ou les idées sous-entendues dans le passage. Aucune connaissance précise sur le sujet abordé n’est nécessaire.
- Durée : 70-90 minutes

### Rédaction (Test of Written English)
- Objectif : Tester le niveau écrit du candidat
- Type de questions : Développer et présenter ses arguments en réponse à une courte question ouverte qui peut être du type : « Certaines personnes aiment vivre dans de grandes villes, d’autres préfèrent les petites villes à la campagne. Donner votre avis et argumenter »
- Durée : 30 minutes

Depuis 2005, le TOEFL inclut un test oral, le TAST (TOEFL Academic Speaking Test) qui remplace la section « Structure ». 

## Critiques
Le TOEFL, comme beaucoup de tests standardisés, a été critiqué maintes fois. On s’est souvent demandé si le principe de questions à choix multiples était vraiment apte à tester les capacités d’un individu en anglais.[réf. nécessaire].
Les principaux reproches faits au TOEFL sont les suivants :
- C’est un test payant et cher pour un étudiant, surtout s’il doit le repasser ; en cas d’annulation, l'ETS ne rembourse pas l’étudiant.
- L’anglais connaît beaucoup de règles « logiques » (l’utilisation de -ing à la fin d’un verbe par exemple). Un candidat au test peut ainsi deviner une réponse en grammaire sans pour autant comprendre le point précis de grammaire sous-jacent.
- Les personnes dont l’anglais est la langue maternelle se retrouvent souvent avec des résultats assez médiocres. En théorie, un test d’anglais devrait être évident pour un anglophone de naissance mais en fait le test se concentre sur des points précis de grammaire ou des usages « officiels » de la langue. Par exemple, l’utilisation de may et can est régie par des règles précises et l’anglophone de naissance en ignore souvent l’utilisation « classique » mais n’a pour autant jamais de difficultés de compréhension lorsque son interlocuteur inverse les deux formes. Il y a aussi parfois des questions/réponses mal tournées.[réf. nécessaire]
- Le TOEFL ne teste pas la pratique orale de l’anglais (hormis pour l’Internet Based Test) alors que dans le cadre d’une admission dans une université anglophone, la capacité de parler couramment est primordiale. Cet aspect essentiel de la pratique de l’anglais est peut-être alors négligé par ceux qui passent le test et qui ne se concentrent que sur ce qui va être évalué.
- Les différents tests ne sont jamais diffusés au public, même après exploitation, évitant ainsi toute remise en question.

Malgré les différents reproches que l'on peut faire à ce test, il existe de nombreuses institutions et plateformes pour s'entraîner et aider les étudiants à obtenir un bon score.

## Équivalence des scores

### Équivalence entre des scores TOEFL iBT et IELTS[1]
| IELTS Score | TOEFL Score |
| ----------- | ----------- |
| 9           | 118-120     |
| 8.5         | 115-117     |
| 8           | 110-114     |
| 7.5         | 101-109     |
| 7           | 94-100      |
| 6.5         | 79-93       |
| 6           | 60-78       |
| 5.5         | 40-59       |
| 5           | 35-40       |
| 4.5         | 32-34       |
| 0-4         | 0-31        |

### Équivalence entreCEFR(Cadre européen commun de référence pour les langues) et TOEFL iBT[2]
| CEFR            | Reading (0–30) | Listening (0–30) | Speaking (0–30) | Writing (0–30) | Total (0–120) |
| --------------- | -------------- | ---------------- | --------------- | -------------- | ------------- |
| C1 ou supérieur | 24             | 22               | 25              | 24             | 95            |
| B2              | 18             | 17               | 20              | 17             | 72            |
| B1              | 4              | 9                | 16              | 13             | 42            |
| A2              | n/a            | n/a              | 10              | 7              | n/a           |

### Équivalence des scores TOEFL papier, TOEFL sur ordinateur et TOEFL iBT
La table de conversion suivante permet de transformer le score des tests sur papier (noté sur 677) vers le score obtenu sur ordinateur (noté sur 300) et enfin sur la version informatisée TOEFL iBT (noté sur 120).
| papier | computer | TOEFL iBT |
| ------ | -------- | --------- |
| 677    | 300      | 120       |
| 673    | 297      | 120       |
| 670    | 293      | 119       |
| 667    | 290      | 118       |
| 663    | 287      | 117       |
| 660    | 287      | 117       |
| 657    | 283      | 116       |
| 653    | 280      | 115       |
| 650    | 280      | 114       |
| 647    | 277      | 113       |
| 643    | 273      | 111       |
| 640    | 273      | 111       |
| 637    | 270      | 110       |
| 633    | 267      | 109       |
| 630    | 267      | 109       |
| 627    | 263      | 108       |
| 623    | 263      | 106       |
| 620    | 260      | 105       |
| 617    | 260      | 105       |
| 613    | 257      | 104       |
| 610    | 253      | 102       |
| 607    | 253      | 101       |

| papier | computer | TOEFL iBT |
| ------ | -------- | --------- |
| 603    | 250      | 100       |
| 600    | 250      | 100       |
| 597    | 247      | 98        |
| 593    | 243      | 97        |
| 590    | 243      | 96        |
| 587    | 240      | 95        |
| 583    | 237      | 93        |
| 580    | 237      | 92        |
| 577    | 233      | 91        |
| 573    | 230      | 89        |
| 570    | 230      | 88        |
| 567    | 227      | 87        |
| 563    | 223      | 85        |
| 560    | 220      | 84        |
| 557    | 220      | 83        |
| 553    | 217      | 82        |
| 550    | 213      | 80        |
| 547    | 210      | 78        |
| 543    | 207      | 76        |
| 540    | 207      | 76        |
| 537    | 203      | 75        |
| 533    | 200      | 73        |

| papier | computer | TOEFL iBT |
| ------ | -------- | --------- |
| 530    | 197      | 71        |
| 527    | 197      | 71        |
| 523    | 193      | 69        |
| 520    | 190      | 68        |
| 517    | 187      | 67        |
| 513    | 183      | 65        |
| 510    | 180      | 64        |
| 507    | 180      | 64        |
| 503    | 177      | 63        |
| 500    | 173      | 61        |
| 497    | 170      | 60        |
| 493    | 167      | 58        |
| 490    | 163      | 57        |
| 487    | 163      | 57        |
| 483    | 160      | 56        |
| 480    | 157      | 55        |
| 477    | 153      | 53        |
| 473    | 150      | 52        |
| 470    | 150      | 52        |
| 467    | 147      | 51        |
| 463    | 143      | 50        |
| 460    | 140      | 48        |
| 457    | 137      | 47        |

## Pages connexes
- Toeic Test of English for International Communication (Educational Testing Service USA)
- IELTS  Système d'évaluation en langue anglaise internationale (Université de Cammbridge et British Council)